# بات (إلهة)
بات هي إلهة بقرة في الديانة المصرية القديمة، تم تصويرها كوجه بشري بأذني وقرني بقرة أو كامرأة. يوجد دليل على عبادة بات من أقدم السجلات للممارسات الدينية في مصر القديمة. بحلول المملكة الوسطى، بعد توحيد مصر السفلى ومصر العليا، تم دمج هويتها وخصائصها مع الإلهة حتحور، وهي إلهة مشابهة عُبدت في مصر العليا. استمرت رمزية بات طوال تاريخ مصر القديمة على الشخشيخة أو الصناجة، وهي آلة موسيقية مقدسة ظلت مرتبطة بالممارسات الدينية.

## العبادة
ترجع عبادة بات إلى أقدم العصور في مصر القديمة وقد تكون أصولها في ثقافات تربية الماشية في العصر الباليوليثي المتأخر. كانت بات الإلهة الرئيسية لمدينة سيشيش، المعروفة أيضًا باسم هو أو ديوسبوليس بارفا، وهي الإقليم السابع من مصر العليا.

### الاسم
قد يكون اللقب بات مرتبطًا بكلمة با مع اللاحقة المؤنثة "ت". فـ"با" الشخص تعادل تقريبًا شخصيته وغالبًا ما تُترجم إلى "روح".

## التصوير في الثقافة المصرية القديمة
على الرغم من أن تصوير بات في الرسم أو النحت كان نادرًا، إلا أن بعض القطع الأثرية البارزة (مثل الجزء العلوي من لوحة نارمر) تحتوي على تصويرات للإلهة بشكل بقري. في حالات أخرى، كانت تُصور ككائن بقري سماوي محاط بالنجوم، أو كامرأة. غالبًا ما كانت بات تُصور على التمائم، بوجه بشري ولكن بملامح بقرية، مثل أذني بقرة وقرون منحنية للداخل من النوع الذي قامت المصريين بتربيته.
أصبحت بات مرتبطة بقوة مع الشخشيخة، وكان مركز عبادتها يُعرف باسم "قصر الشخشيخة". والشخشيخة هي آلة موسيقية على شكل عنخ، وكانت واحدة من الآلات المقدسة الأكثر استخدامًا في المعابد المصرية القديمة. كانت بعض الآلات تحتوي على تصاوير لبات، برأسها وعنقها كيد وقاعدة وآلات الرقص موضوعة بين قرنيها. تتكرر الصورة على كل جانب من الآلة، بوجهين، كما هو مذكور في نصوص الأهرام:
أنا التسبيح؛ أنا الجلالة؛ أنا بات بوجهيها؛ أنا المنقذ، وقد أنقذت نفسي من كل الأشياء الشريرة.

### العلاقة مع حتحور
كانت صورة بات كإلهة بقرة مشابهة بشكل ملحوظ لصورة حتحور، إلهة مشابهة من إقليم آخر. في الصور الثنائية الأبعاد، غالبًا ما يتم تصوير الإلهتين بشكل مباشر، مواجهتين للمشاهد وليس في وضعية جانبية وفقًا للعرف المصري. الفرق الكبير في تصويرهما هو أن قرون بات تنحني للداخل وقرون حتحور تنحني للخارج قليلًا. من الممكن أن يكون هذا معتمدًا على سلالات الماشية المختلفة التي تم تربيتها في أوقات مختلفة.
كان مركز عبادة حتحور في الإقليم السادس من مصر العليا، المجاور للإقليم السابع حيث كانت بات إلهة البقرة، مما قد يشير إلى أنهما كانتا في يوم ما نفس الإلهة في مصر ما قبل التاريخ. وبحلول الدولة الوسطى، استوعبت عبادة حتحور عبادة بات مرة أخرى بطريقة مشابهة لعمليات الدمج الأخرى في مجمع الآلهة المصري.

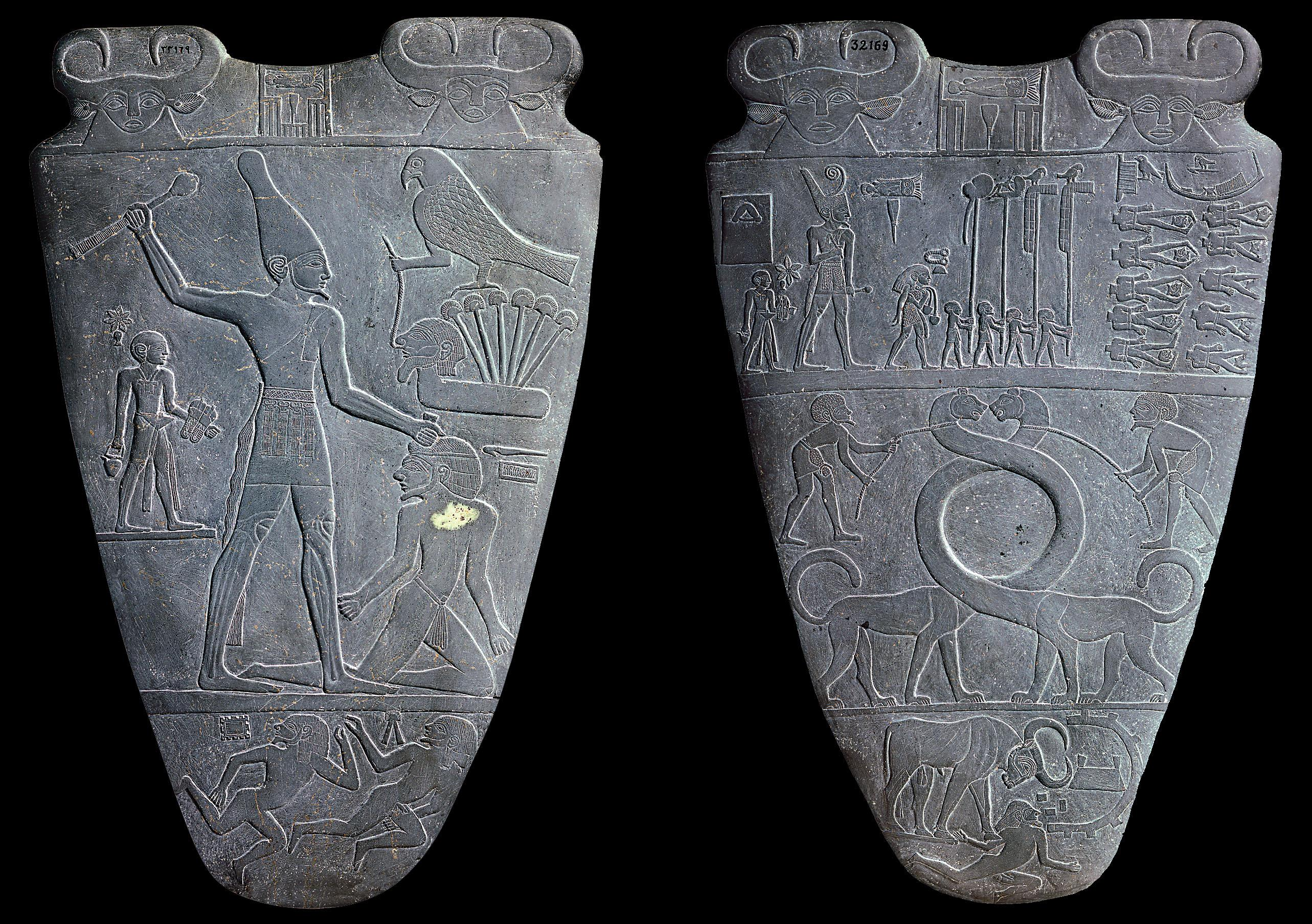
بات على جانبي لوحة نارمر، حوالي 3200–3100 قبل الميلاد

## روابط خارجية
- الإلهة بات - مناقشة على فيلاي
- الإلهة بات - مناقشة حول الأساطير المصرية